# 徐翾
徐翾（1985年1月27日—），中國女子射擊運動員，出生於上海，籍貫為陝西西安。

## 生涯
徐翾在1998年進入上海射擊隊，教練是吳明卿。4年後，她入選國家隊，于吉平為她的教練。
入選國家隊的前一年，徐翾在九運會的女子10米移動靶小項為上海取得一面銀牌。翌年，在芬蘭舉行的世界錦標賽中先後奪得女子個人10米移動靶及女子10米團體移動靶兩個小項的錦標。同年9月至10月的釜山亞運中，徐在女子團體10米移動靶小項和王霞及邱未的組合以1141環奪得金牌。同日的女子個人10米移動靶小項中，她再摘一金，成績是389環。
2005年，徐翾於十運會中最終排名第6。次年的克羅地亞世界錦標賽贏得女子個人10米移動靶小項冠軍，同年12月的釜山亞運中，她以389環的成績蟬聯金牌。
2006年12月4日，徐翾在2016年多哈亚运会射击女子移动靶标准速比赛中以386环的成绩获得金牌。 